# Aleyrodiella lamellifera
Aleyrodiella lamellifera là một loài côn trùng cánh nửa trong họ Aleyrodidae, phân họ Aleyrodinae.
Aleyrodiella lamellifera được Danzig miêu tả khoa học đầu tiên năm 1966.